# Mahin, Syria
Mahin hoặc Mheen (tiếng Ả Rập: مهين) là một thị trấn ở miền trung Syria, một phần hành chính của Tỉnh Homs, phía nam Homs. Nó nằm trên một ốc đảo trên sa mạc Syria, giữa Sadad ở phía tây và al-Qaryatayn ở phía đông, tiếp giáp với ngôi làng cổ Huwwarin. Theo Cục Thống kê Trung ương (CBS), Mahin có dân số 11.064 trong cuộc điều tra dân số năm 2004. Cư dân của nó chủ yếu là người Hồi giáo Sunni.
Vào giữa cuối năm 2015, Nhà nước Hồi giáo Iraq và Levant đã bắt giữ Mahin. Thành phố đã được Quân đội Syria giành lại vào ngày 29 tháng 12 năm 2015.